# Bahnstrecke Vouvant-Cezais–Saint-Christophe-du-Bois
| Das Barbin-Viadukt auf einem Gemälde von Raphaël Toussaint, 1985 |                      |                                                                                   |                                                                                   |
| Bahnstrecke Clisson–Cholet (527) |                      |                                                                                   |                                                                                   |
| Streckennummer (SNCF): | 526 000              |                                                                                   |                                                                                   |
| Kursbuchstrecke (SNCF): | 106                  |                                                                                   |                                                                                   |
| Streckenlänge: | 72,173 km            |                                                                                   |                                                                                   |
| Spurweite: | 1435 mm (Normalspur) |                                                                                   |                                                                                   |
| Maximale Neigung: | 15 ‰                 |                                                                                   |                                                                                   |
| |                      |                                                                                   |                                                                                   |
| \| \| \| Bahnstrecke Breuil-Barret–Velluire von Velluire \| \| \| \| 16,00,0 \| Vouvant-Cezais \| 99 m \| \| \| 0,2 \| Bahnstrecke Breuil-Barret–Velluire nach Breuil-Barret \| Bahnstrecke Breuil-Barret–Velluire nach Breuil-Barret \| \| \| 3,7 \| Saint-Sulpice-en-Pareds \| 83 m \| \| \| 9,9 \| Thouarsais-La Caillère \| 73 m \| \| \| 15,1 \| La Jaudonnière-Pareds \| 68 m \| \| \| 18,4 \| Lay \| Lay \| \| \| 24,7 \| Bahnstrecke Les Sables-d’Olonne–Tours von Tours \| Bahnstrecke Les Sables-d’Olonne–Tours von Tours \| \| \| \| \| \| \| \| \| D 949ter (ehem. N 137) und Tramways de la Vendée von Luçon (Meterspur, 1900–1949) \| \| \| \| \| \| \| \| \| \| D 2949bis (ehem. N 160) \| \| \| \| 24,9 \| Chantonnay \| 66 m \| \| \| 25,5 \| Bahnstrecke Les Sables-d’Olonne–Tours n. Les-Sables-d’O. \| Bahnstrecke Les Sables-d’Olonne–Tours n. Les-Sables-d’O. \| \| \| 25,6 \| Streckenende \| Streckenende \| \| \| ~25,8 \| D 137 (ehem. N 137) \| 73 m \| \| \| \| \| \| \| \| \| Tramways de la Vendée nach Les Quatre-Chemins-de-l’Oie (1908–1948) \| \| \| \| \| \| \| \| \| ~28,2 \| D 137 (ehem. N 137) \| 73 m \| \| \| 30,7 \| Saint-Vincent-Sainte-Cécile 68 m \| Saint-Vincent-Sainte-Cécile 68 m \| \| \| 33,6 \| Petit Lay (60 m) \| Petit Lay (60 m) \| \| \| 36,8 \| Mouchamps \| 100 m \| \| \| 42,6 \| Saint-Paul-en-Pareds \| 112 m \| \| \| \| Tramways de la Vendée v. Les Quatre-Chem. (1917–1945) \| \| \| \| \| \| \| \| \| 47,2 \| Les Herbiers Museumsbahn Chemin de fer de la Vendée \| 119 m \| \| \| \| \| \| \| \| \| D 755 (ehem. N 755) \| \| \| \| 51,3 \| Les Epesses \| Les Epesses \| \| \| 52,3 \| Viaduc de la Haute-Maunerie (70 m) \| Viaduc de la Haute-Maunerie (70 m) \| \| \| 53,1 \| Viaduc de Coutigny (183 m) \| Viaduc de Coutigny (183 m) \| \| \| 56,4 \| Chambretaud \| 177 m \| \| \| 62,0 \| Saint-Laurent-sur-Sèvre \| 159 m \| \| \| 64,0 \| Sèvre Nantaise (Viaduc de Barbin; 300 m) \| Sèvre Nantaise (Viaduc de Barbin; 300 m) \| \| \| ~68,6 \| A 87 \| A 87 \| \| \| ~69,8 \| N 148bis \| N 148bis \| \| \| ~71,3 \| D 160 (ehem. N 160) \| D 160 (ehem. N 160) \| \| \| 67,8 \| Mortagne-sur-Sèvre \| 130 m \| \| \| ~68,0 \| D 960ter (ehem. N 160) \| D 960ter (ehem. N 160) \| \| \| ~68,8 \| Département Vendée / Maine-et-Loire \| Département Vendée / Maine-et-Loire \| \| \| 72,0 \| Bahnstrecke Clisson–Cholet von Clisson \| Bahnstrecke Clisson–Cholet von Clisson \| \| \| 72,231,1 \| Saint-Christophe-du-Bois \| 93 m \| \| \| \| Bahnstrecke Clisson–Cholet nach Cholet \| \| |                      |                                                                                   |                                                                                   |
| |                      | Bahnstrecke Breuil-Barret–Velluire von Velluire                                   |                                                                                   |
| Bahnhof (Strecke außer Betrieb) | 16,00,0              | Vouvant-Cezais                                                                    | 99 m                                                                              |
| Abzweig geradeaus und nach rechts (Strecke außer Betrieb) | 0,2                  | Bahnstrecke Breuil-Barret–Velluire nach Breuil-Barret                             | Bahnstrecke Breuil-Barret–Velluire nach Breuil-Barret                             |
| Haltepunkt / Haltestelle (Strecke außer Betrieb) | 3,7                  | Saint-Sulpice-en-Pareds                                                           | 83 m                                                                              |
| Bahnhof (Strecke außer Betrieb) | 9,9                  | Thouarsais-La Caillère                                                            | 73 m                                                                              |
| Bahnhof (Strecke außer Betrieb) | 15,1                 | La Jaudonnière-Pareds                                                             | 68 m                                                                              |
| Brücke über Wasserlauf (Strecke außer Betrieb) | 18,4                 | Lay                                                                               | Lay                                                                               |
| Abzweig ehemals geradeaus und von rechts | 24,7                 | Bahnstrecke Les Sables-d’Olonne–Tours von Tours                                   | Bahnstrecke Les Sables-d’Olonne–Tours von Tours                                   |
| |                      |                                                                                   |                                                                                   |
| Bahnübergang · U-Bahn-Strecke von links (außer Betrieb) |                      | D 949ter (ehem. N 137) und Tramways de la Vendée von Luçon (Meterspur, 1900–1949) | D 949ter (ehem. N 137) und Tramways de la Vendée von Luçon (Meterspur, 1900–1949) |
| |                      |                                                                                   |                                                                                   |
| |                      | D 2949bis (ehem. N 160)                                                           |                                                                                   |
| Bahnhof · U-Bahn-Bahnhof | 24,9                 | Chantonnay                                                                        | 66 m                                                                              |
| Abzweig geradeaus und nach links · U-Bahn-Kreuzung geradeaus unten · Strecke quer | 25,5                 | Bahnstrecke Les Sables-d’Olonne–Tours n. Les-Sables-d’O.                          | Bahnstrecke Les Sables-d’Olonne–Tours n. Les-Sables-d’O.                          |
| U-Bahn-Strecke | 25,6                 | Streckenende                                                                      | Streckenende                                                                      |
| Strecke mit Straßenbrücke | ~25,8                | D 137 (ehem. N 137)                                                               | 73 m                                                                              |
| |                      |                                                                                   |                                                                                   |
| Strecke · U-Bahn-Strecke nach links (außer Betrieb) |                      | Tramways de la Vendée nach Les Quatre-Chemins-de-l’Oie (1908–1948)                | Tramways de la Vendée nach Les Quatre-Chemins-de-l’Oie (1908–1948)                |
| |                      |                                                                                   |                                                                                   |
| Bahnübergang (Strecke außer Betrieb) | ~28,2                | D 137 (ehem. N 137)                                                               | 73 m                                                                              |
| Bahnhof (Strecke außer Betrieb) | 30,7                 | Saint-Vincent-Sainte-Cécile 68 m                                                  | Saint-Vincent-Sainte-Cécile 68 m                                                  |
| Brücke über Wasserlauf (Strecke außer Betrieb) | 33,6                 | Petit Lay (60 m)                                                                  | Petit Lay (60 m)                                                                  |
| Bahnhof (Strecke außer Betrieb) | 36,8                 | Mouchamps                                                                         | 100 m                                                                             |
| Haltepunkt / Haltestelle (Strecke außer Betrieb) | 42,6                 | Saint-Paul-en-Pareds                                                              | 112 m                                                                             |
| Strecke · U-Bahn-Strecke von links (außer Betrieb) |                      | Tramways de la Vendée v. Les Quatre-Chem. (1917–1945)                             | Tramways de la Vendée v. Les Quatre-Chem. (1917–1945)                             |
| |                      |                                                                                   |                                                                                   |
| Kopfbahnhof Strecke bis hier außer Betrieb · U-Bahn-Kopfbahnhof Streckenende | 47,2                 | Les Herbiers Museumsbahn Chemin de fer de la Vendée                               | 119 m                                                                             |
| |                      |                                                                                   |                                                                                   |
| Brücke |                      | D 755 (ehem. N 755)                                                               | D 755 (ehem. N 755)                                                               |
| ehemaliger Bahnhof | 51,3                 | Les Epesses                                                                       | Les Epesses                                                                       |
| Brücke | 52,3                 | Viaduc de la Haute-Maunerie (70 m)                                                | Viaduc de la Haute-Maunerie (70 m)                                                |
| Brücke | 53,1                 | Viaduc de Coutigny (183 m)                                                        | Viaduc de Coutigny (183 m)                                                        |
| ehemaliger Bahnhof | 56,4                 | Chambretaud                                                                       | 177 m                                                                             |
| ehemaliger Bahnhof | 62,0                 | Saint-Laurent-sur-Sèvre                                                           | 159 m                                                                             |
| Brücke über Wasserlauf | 64,0                 | Sèvre Nantaise (Viaduc de Barbin; 300 m)                                          | Sèvre Nantaise (Viaduc de Barbin; 300 m)                                          |
| Brücke | ~68,6                | A 87                                                                              | A 87                                                                              |
| Brücke | ~69,8                | N 148bis                                                                          | N 148bis                                                                          |
| Strecke mit Straßenbrücke | ~71,3                | D 160 (ehem. N 160)                                                               | D 160 (ehem. N 160)                                                               |
| Kopfbahnhof Strecke ab hier außer Betrieb | 67,8                 | Mortagne-sur-Sèvre                                                                | 130 m                                                                             |
| Bahnübergang (Strecke außer Betrieb) | ~68,0                | D 960ter (ehem. N 160)                                                            | D 960ter (ehem. N 160)                                                            |
| Grenze (Strecke außer Betrieb) | ~68,8                | Département Vendée / Maine-et-Loire                                               | Département Vendée / Maine-et-Loire                                               |
| Abzweig ehemals geradeaus und von links | 72,0                 | Bahnstrecke Clisson–Cholet von Clisson                                            | Bahnstrecke Clisson–Cholet von Clisson                                            |
| ehemaliger Bahnhof | 72,231,1             | Saint-Christophe-du-Bois                                                          | 93 m                                                                              |
| |                      | Bahnstrecke Clisson–Cholet nach Cholet                                            |                                                                                   |

Die Bahnstrecke Vouvant-Cezais–Saint-Christophe-du-Bois ist eine ehemalige, 71 km lange, eingleisige Eisenbahnstrecke in Frankreich. Sie verlief von Süd nach Nord und verband drei Bahnstrecken, die im Westen alle mit der wichtigen, entlang der Atlantikküste verlaufenden Nord-Süd-Magistrale Nantes-Orléans–Saintes verbunden waren und Anschluss ins Hinterland gewährten. Die Strecke Vouvant-Cezais–Saint-Christophe-du-Bois sollte dieses Hinterland weiter erschließen und die Verkehrsinfrastruktur sichern.
Sie ist im Rahmen des Plan Freycinet konzipiert worden, wurde ab 1900 abschnittsweise in Betrieb genommen, in mehreren Etappen außer Betrieb gesetzt und bis 1996 bis auf einen 6 km langen Abschnitt entwidmet. Dies war die letzte Eisenbahnstrecke, die im Département Vendée gebaut wurde. Heute verkehrt auf einem gut 20 km langen Streckenteil mit der Chemin de fer de la Vendée eine Museumsbahn.

## Geschichte
Der Bau dieser Strecke wurde mithilfe des Freycinet-Gesetzes von 1879 initiiert. Am 24. August 1882 wurde die Konzession erteilt mit gleichzeitiger Genehmigung des Personentransports. Der südliche, 24,9 km lange Abschnitt bis Chantonnay wurde am 28. Mai 1900 eingeweiht, der aufwändigere, fast doppelt so lange Abschnitt, bei dem deutliche Geländeeinschnitte überwunden werden mussten, erst kurz vor Ausbruch des Ersten Weltkriegs am 18. Juli 1914. Zehn Tage später, am 27. Juli 1914 wurde er für den Verkehr freigegeben. Zwischen der Erklärung des öffentlichen Nutzens und der Inbetriebnahme vergingen somit 32 Jahre.
| Datum           | Abschnitt                                | Länge [km] | Entwidmung       |
| --------------- | ---------------------------------------- | ---------- | ---------------- |
| 1940er-Jahre    | Mouchamps – Les Herbiers                 | 10,4       | 24. Mai 1960     |
| 1. Juli 1953    | Vouvant-Cezais – Chantonnay              | 24,9       | 24. Mai 1960     |
| 1958            | Güterbahnhof Les Herbiers                | 0,4        | 7. Dezember 1965 |
| 31. Mai 1959    | Saint-Vincent-Sainte-Cécile – Mouchamp   | 6,1        | 9. Dezember 1992 |
| 3. März 1985    | Chantonnay – Saint-Vincent-Sainte-Cécile | 5,8        | 9. Dezember 1992 |
| 23. Januar 1994 | Les Herbiers – Saint-Christophe-du-Bois  | 25,0       | 10. April 1996   |

Die Nutzungsdauer im Personenverkehr dauerte nur 25 Jahre, denn nach Übergang an die SNCF zu Beginn des Jahres 1938 wurde schon eineinhalb Jahre später, am 1. Juli 1939 die Personenbeförderung eingestellt. Es folgten Schließungen des Güterverkehrs und die Entwidmung gemäß der nebenstehenden Tabelle.

## Bahnhöfe und Brückenbauwerke
Alle Bahnhöfe der Strecke wurden nach dem gleichen Muster gebaut, ebenso wie alle Bahnwärterhäuser.
Die Strecke umfasst zwischen Mortagne-sur-Sèvre und Les Herbiers drei bedeutende Viadukte:
- Das Viadukt von Barbin (Viaduc de Barbin) ist 308 m lang. Es besteht aus 14 Bögen mit einer Spannweite von je 17 m und ist 38 m hoch. Es wurde von 1904 bis 1907 aus Steinen gebaut, die aus dem Steinbruch von Rochard wenige Kilometer entfernt an der Sévre Nantaise gewonnen und mit einer eigens dafür angelegten Schmalspurbahn mit einer Spurweite von 600 mm transportiert wurden. Die endgültige Abnahme erfolgte am 15. April 1909. Diese Daten zur Entstehungszeit sind auf dem Viadukt eingemeißelt.
- Das Viaduc de Coutigny mit 12 Bögen à 13 m ist 183 m lang und 28 m hoch. Es handelt sich um eine spiralförmige Brücke, die sowohl eine Kurve als auch Gefälle aufweist.
- Das Haute-Maunerie-Viadukt ist 70 m lang (mit 5 Bögen à 13 m) und 23 m hoch.

## Sekundärbahnnetz
Mit der Bahngesellschaft der Tramways de la Vendée gab es zu Beginn des 20. Jahrhunderts ein dichtes Netz von Meterspur-Lokalbahnstrecken im Département Vendée, von denen zwei Äste mit der Bahnstrecke Vouvant-Cezais–Saint-Christophe-du-Bois in Berührung standen:
- in Chantonnay gab es ab 1900 die 54 km lange Verbindung mit L’Aiguillon-sur-Mer über Luçon. Sie war bis 1949 in Betrieb. Diese Strecke wurde 1908 über Chantonnay hinaus auf 17 km bis Les Quatre-Chemins-de-l’Oie verlängert. 1948 war hier Betriebsende. Der Sommerfahrplan 1914 bot täglich vier Verbindungen an plus eine an den Markttagen in Luçon.[4]

- in Les Herbiers war Endstation der Strecke über Les Herbes-Ville (1 km) vom 12 km entfernten Les Quatre-Chemins-de-l’Oie. Dieser Betrieb wurde zwischen 1900 und 1945 aufrechterhalten.

## Museumsbahn
Seit 1992 verkehrt von Mortagne-sur-Sèvre nach Les Herbiers die Chemin de fer de la Vendée, eine Museumsbahn, die von Anfang April bis Ende Oktober mit historischem Wagenmaterial Gelegenheitsfahrten anbietet. Zur Verfügung stehen Dampf- und Dieselantrieb sowie ein Fahrzeug Autorail Picasso. Die Hin- und Rückfahrt dauert 3 Stunden. Der Verein ist im Besitz von zwei Dampflokomotiven mit den Baujahren 1945 und 1948 sowie vier Diesellokomotiven der Baujahre 1953 bis 1972.